# Around the World (Gemelle Kessler)
Around the World è un album delle Gemelle Kessler pubblicato nel 1970.

## Descrizione
Nell'autunno del 1969 le gemelle Kessler sono protagoniste dell'edizione di Canzonissima, varietà del sabato sera del Programma Nazionale abbinato alla Lotteria Italia, condotto quell'anno insieme a Johnny Dorelli e Raimondo Vianello con la partecipazione di Sandra Mondaini e Paolo Villaggio.
A conclusione della trasmissione, viene pubblicato il terzo ed ultimo album in italiano delle gemelle, che a differenza della consuetudine del periodo, che voleva compilare gli LP con brani già pubblicati su 45 giri, consisteva in cover di grandi successi tratti da colonne sonore come La bamba, Raindrops Keep Falling on My Head, Aquarius, Vivre Pour Vivre - Un Homme, Une Femme, più alcuni brani pop come Innamorati a Milano di Memo Remigi e Insieme, grande successo di Mina proprio di quell'anno. Molte delle canzoni contenute nell'album furono eseguite dal vivo anche nel corso della trasmissione.
Il disco è stato pubblicato in un'unica edizione in LP, su etichetta Valiant con numero di catalogo ZSLV - 55022, non è mai stato pubblicato in CD, come download digitale e sulle piattaforme streaming.

## Tracce
1. Aquarius
2. A banda
3. Vivre pour vivre - Un homme, une femme
4. Insieme
5. Wunder
6. Raindrops Keep Fallin' on My Head
7. Warum
8. Innamorati a Milano
9. Yellow river
10. La Bamba